# Vial (medicina)

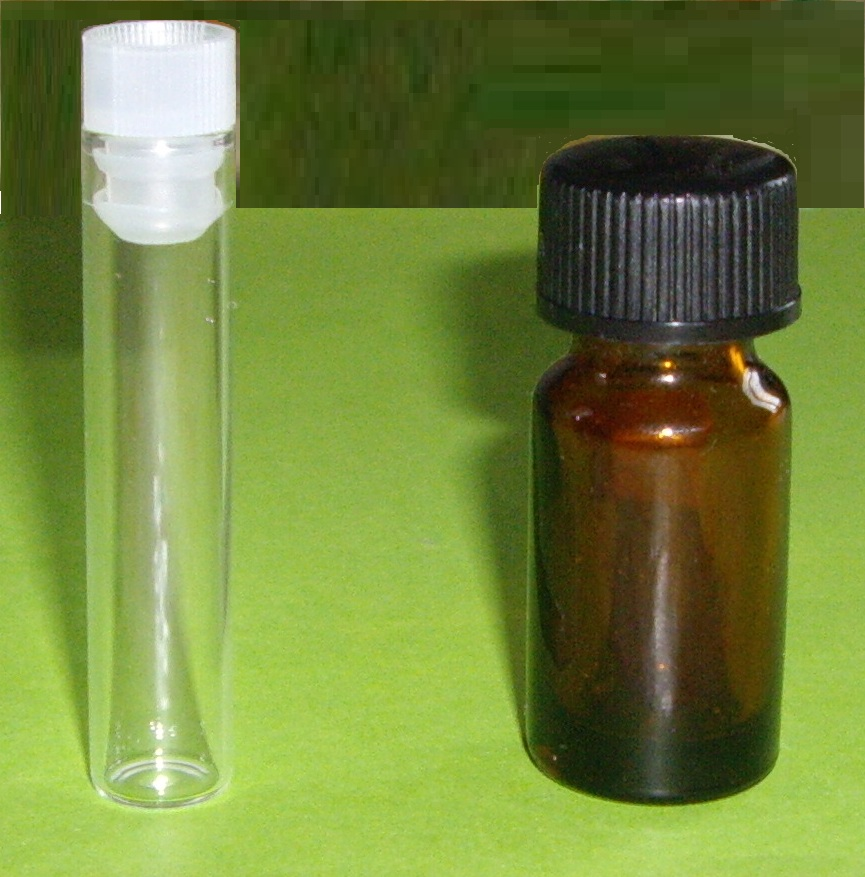
Viales modernos de fondo plano.

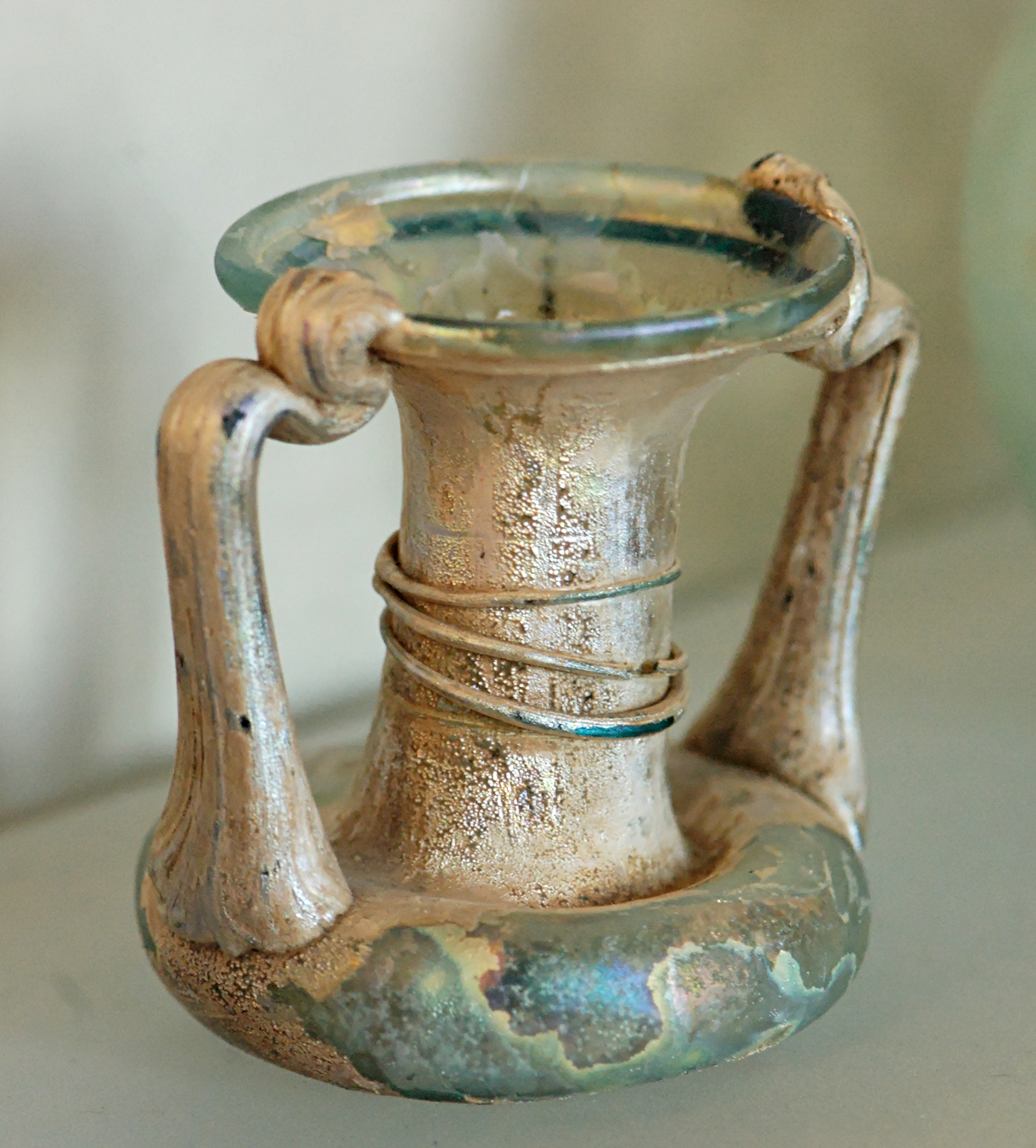
Un vial antiguo de dos asas originario de Siria, siglo IV d. C.

Vial es un pequeño vaso, botella o frasco destinado a contener medicamentos inyectables, del cual se van extrayendo las dosis convenientes. Fabricados en vidrio o plástico, sirven para almacenar medicamentos o reactivos en presentación de líquidos, polvos o cápsula. También se puede utilizar como recipientes de muestras, por ejemplo, en dispositivos de cromatografía analítica. Los viales más modernos suelen estar hechos de materiales plásticos tales como polipropileno.

## Diseño
Existe una amplia gama de formas de viales, suelen clasificarse respecto a su material y los distintos tipos de sistemas de cierre, incluyendo viales con boca de enroscada o de tornillo (cerradas con un tapón de rosca o un gotero), los viales de labio o abiertos (se cierran con un tapón de corcho, de plástico o algodón) y engarzados o sellados (viales cerrados con un tapón de caucho o un tapón de metal). Los viales de plástico pueden tener otros sistemas de cierre, tales como tapones de caucho, tapas abatibles (flip-tops) o tapas a presión. Un vial puede ser tubular o tener una forma de botella con un cuello. El volumen definido por el cuello que se conoce como el “espacio de cabeza”. La parte inferior de un vial, es generalmente plana, a diferencia de un tubo de ensayo común, que tienen generalmente un fondo redondeado. Los pequeños viales en forma de botella o frasco son típicamente utilizados en los laboratorios y son conocidos también como “bijou” , “frascos bijou” o “botellas de McCartney”. El frasco bijou tiende a ser más pequeño, a menudo con un volumen de alrededor de 10 mililitros.

## Etimología
La palabra “vial” es un anglicismo, la palabra inglesa "vial" deriva del griego phiale,  que significa “contenedor o recipiente plano”. Términos comparables incluyen el Latín phiala, latín vulgar fiola e Inglés medio fiole and viole.